# Tomasz Kulawik
Tomasz Kulawik (ur. 4 maja 1969 w Olkuszu) – polski piłkarz i trener; dwukrotny reprezentant kraju, wieloletni kapitan Wisły Kraków.

## Wykształcenie
Absolwent LO Króla Kazimierza Wielkiego w Olkuszu i Akademii Wychowania Fizycznego w Krakowie.

## Kariera piłkarska
Na boisku występował na pozycji pomocnika. W polskiej ekstraklasie w barwach Zagłębia Sosnowiec, Wisły Kraków i Ruchu Chorzów rozegrał 257 spotkań i strzelił 37 bramek. Z krakowskim klubem zdobył mistrzostwo Polski w sezonach (1998/1999) oraz (2000/2001), zdobywca Pucharu Polski (2001/2002), Pucharu Ligi (2000/2001) oraz Superpuchar Polski (2001). Król strzelców Pucharu UEFA 1998/1999.

## Kariera trenerska
Po zakończeniu kariery piłkarskiej pracował w sztabie trenerskim Wisły. Po zwolnieniu Jerzego Engela, jesienią 2005 objął stanowisko pierwszego trenera Wisły Kraków. Następnie był trenerem rezerw oraz drużyny Młodej Ekstraklasy. 6 sierpnia 2010 roku po dymisji Henryka Kasperczaka został tymczasowym szkoleniowcem pierwszej drużyny „Białej Gwiazdy”. Do 21 sierpnia, kiedy pierwszym trenerem został Holender Robert Maaskant, Tomasz Kulawik poprowadził Wisłę w trzech meczach ligowych: z Arką Gdynia (wygrana 1:0), Ruchem Chorzów (porażka 0:2) i Widzewem Łódź (wygrana 1:0). 3 października 2012 roku objął ponownie stanowisko pierwszego trenera Wisły Kraków. „Kula” prowadził Wisłę ogółem w 40 ligowych meczach, z których wygrał 15 i z 40-proc. zwycięstw jest drugim najgorszym trenerem w „erze Bogusława Cupiała”. W 2014 był trenerem Akademii Piłkarskiej Przebój Wolbrom, a w latach 2015–2016 klubu Okocimski KS Brzesko. Od 15 marca 2017 roku był trenerem II-ligowej Olimpii Zambrów. W lipcu 2017 zastąpił go Mirosław Dymek.

## Mecze w Reprezentacji Polski
| #  | Data             | Miejsce | Przeciwnik | Rezultat | Rozgrywki  | Grał   |
| -- | ---------------- | ------- | ---------- | -------- | ---------- | ------ |
| 1. | 22 kwietnia 1998 | Osijek  | Chorwacja  | 1-4      | towarzyski | od 80' |
| 2. | 18 sierpnia 1998 | Kraków  | Izrael     | 2-0      | towarzyski | od 62' |